# 島田伊智郎
島田 伊智郎（しまだ いちろう、1977年 - ）は、石川県出身の日本の映画監督、演出家。

## 略歴
日本映画学校（現・日本映画大学）13期卒業。同期には映画監督のジョン・ヒジリ、編集技師の小池義幸らがいる。日本映画学校で望月六郎に出会い、現場に誘われたことから業界に入る。助監督、制作進行、録音助手などで現場を綱渡りしているとき、望月の「人間をなめるな」との言葉に演出とは何かを考え始める。
助監督として主に、原田眞人、成島出、篠原哲雄らの映画に参加。2022年公開の自主映画『消えない虹』にて、劇場公開用映画の初監督を務めた。
主な参加作品は、『クライマーズ・ハイ』『わが母の記』『孤高のメス』『八日目の蝉』『ソロモンの偽証』など。

## 主な作品

### 映画
- 『わらびのこう 蕨野行』（監督：恩地日出夫・2003年）
- 『風音』 （監督：東陽一・2004年）
- 『戦国自衛隊1549』（監督：手塚昌明・2005年）
- 『タッチ』 （監督：犬童一心・2005年）
- 『魍魎の匣』（監督：原田眞人・2007年）
- 『バッテリー』 （監督：滝田洋二郎・2007年）
- 『クライマーズ・ハイ』（監督：原田眞人・2007年）
- 『ニセ札』（監督：木村祐一・2009年）
- 『孤高のメス』（監督：成島出・2010年）
- 『BANDAGE』 （監督：小林武史・2010年）
- 『八日目の蟬』（監督：成島出・2011年）
- 『わが母の記』（監督：原田眞人・2012年）
- 『百年の時計』 （監督：金子修介・2012年）
- 『生け贄のジレンマ』（監督：金子修介・2013年）
- 『スイートハートチョコレート』（監督：篠原哲雄・2013年）
- 『ソロモンの偽証』 （監督：成島出・2015年）
- 『プリンシパル』 （監督：篠原哲雄・2018年）
- 『いつまた、君と ～何日君再来～』（監督：深川栄洋・2017年）
- 『星めぐりの町』（監督：黒土三男・2018年）
- 『３Ｄ彼女 リアルガール』（監督：英勉・2018年）
- 『ブラック校則』（監督：菅原伸太郎・2019年）

- 『消えない虹』（監督作品・2022年）

### テレビ
- ANB『君の手がささやいている』（助監督・2001年）